# 森巴 (安哥拉音樂)
森巴（金邦杜語：Semba）是来自安哥拉的一种传统类型的音乐。 森巴来自单词Masemba，意思是“触摸肚子”

## 特点
现在森巴在安哥拉非常活跃和受欢迎，因为安哥拉在1975年11月11日脱离葡萄牙殖民统治而独立。每年有大量新的森巴艺术家出现在安哥拉，他们中的许多人仍在表演。其他相关的森巴样式还有Rebita，以及Kazukuta和Kabetula，它们主要是狂欢节的音乐。

## 现代音乐中的森巴
森巴是一系列起源于非洲的的音乐类型的前身，例如Kizomba和Kuduro。